# Гроші на ваше життя
«Гроші на ваше життя» (англ. Money on Your Life) — американська короткометражна кінокомедія режисера Вільяма Вотсона 1938 року.

## У ролях
- Чарльз Кемпер — Чарлі Кемп
- Денні Кей — Ніколай Ніколаєвіч
- Гаррі Гріббон — мийник вікон
- Селлі Старр — Аліса
- Аль Окс
- Джек Шутта — вбивця
- Едді Голл — вбивця